# Iridopsis validaria
Iridopsis validaria là một loài bướm đêm trong họ Geometridae.